# Rosenkranz-Basilika (Talpa de Allende)

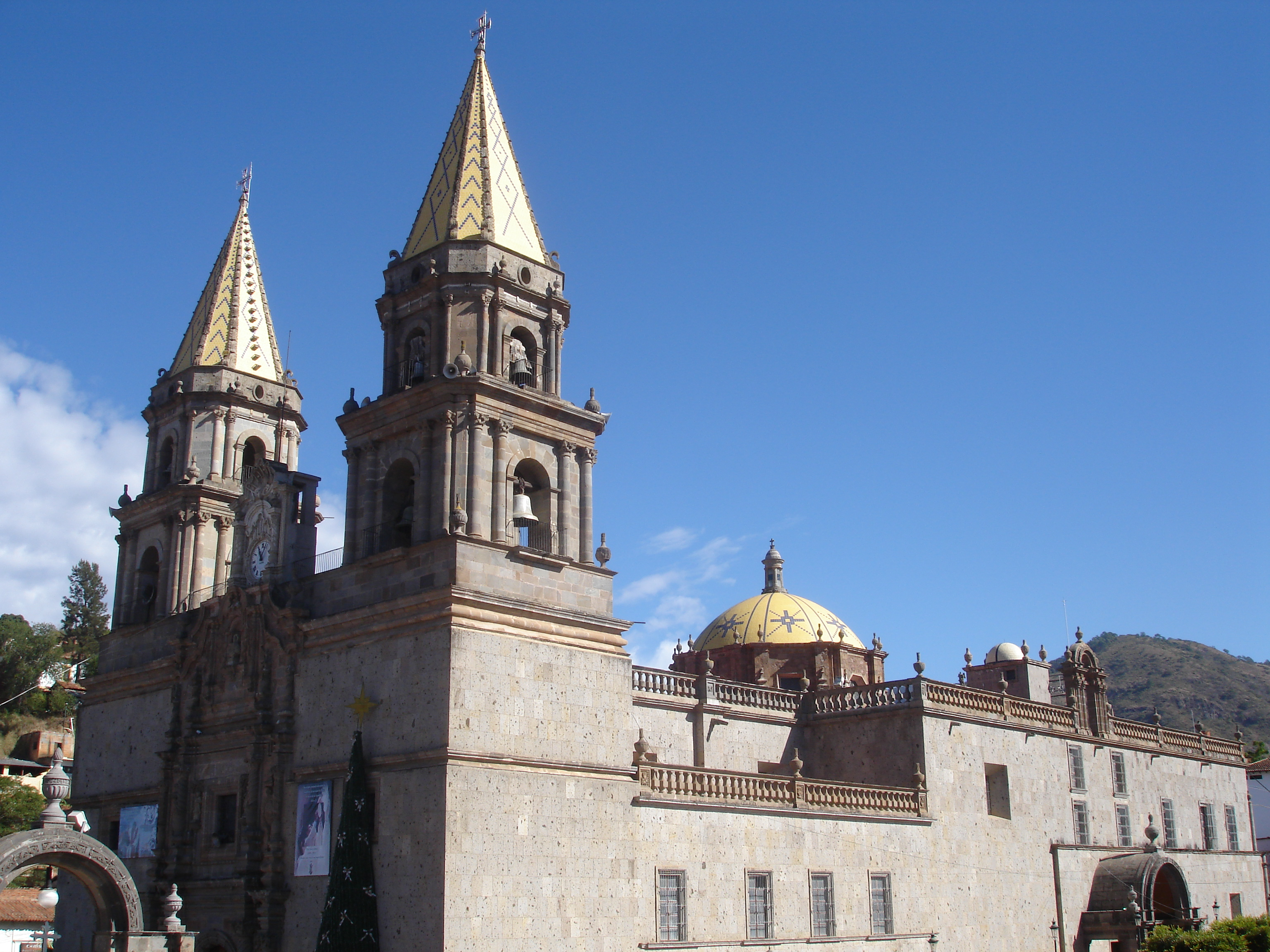
Basilica Unserer Lieben Frau von Talpa

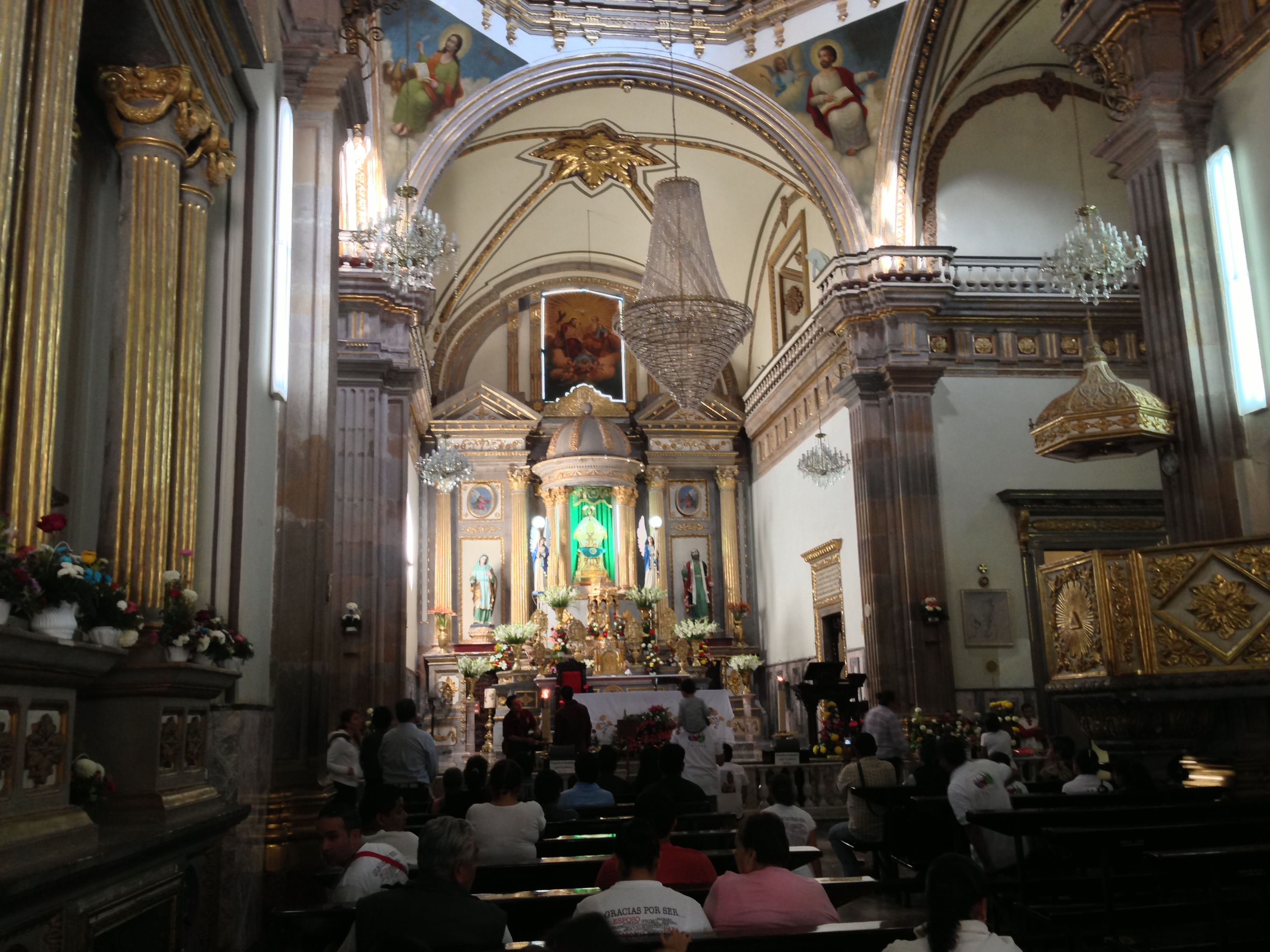
Innenraum

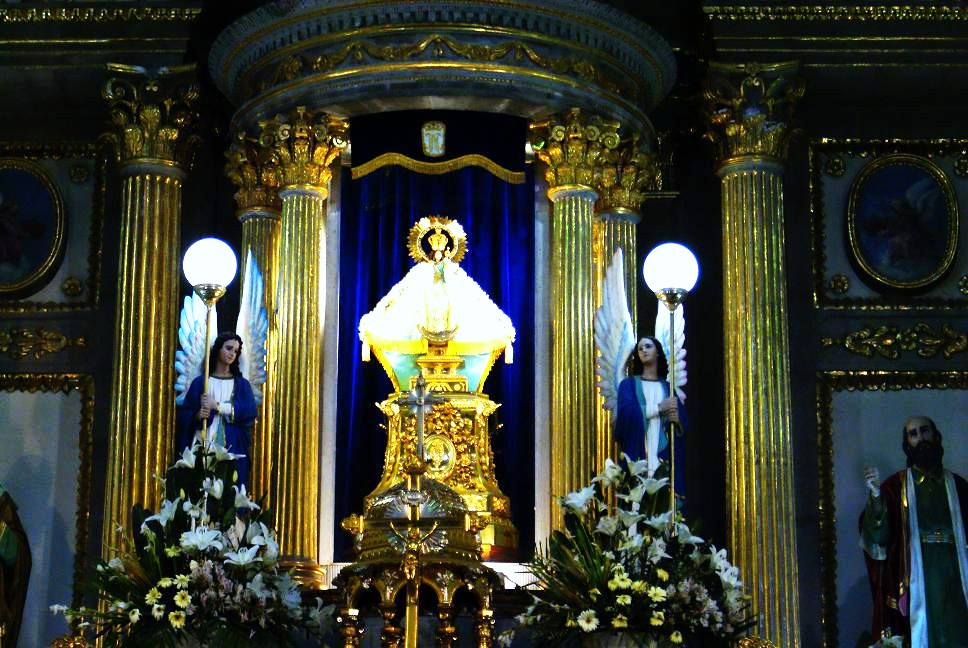
Rosenkranzmadonna

Die Basilika Unserer Lieben Frau vom Rosenkranz von Talpa ist eine Kirche in Talpa de Allende im mexikanischen Bundesstaat Jalisco. Die Wallfahrtskirche des Bistums Tepic trägt den Titel einer Basilica minor. Die Ende des 18. Jahrhunderts im Stil des Klassizismus errichtete Kirche ist denkmalgeschützt.

## Geschichte
Zur Verehrung einer Rosenkranzmadonna aus dem 17. Jahrhundert wurde 1782 an der Stelle der Vorgängerkirche mit dem Bau der heutigen Kirche begonnen. 1946 wurde sie durch Papst Pius XII. in den Rang einer Basilica minor erhoben.

## Architektur
Die einschiffige Saalkirche hat einen kreuzförmigen Grundriss, von dem Seitenkapellen abgehen. Sie besitzt eine Zweiturmfassade über einem Atrium mit drei Eingängen. Diese Bruchsteinfassade ist mit Portalen aus Stein versehen. Sie bestehen aus halbkreisförmigen Bögen, die mit Reliefs mit floralen Motiven verziert sind; die Bögen werden von Paaren kannelierter Säulen mit Kapitellen getragen. Die Helme der dreietagigen Kirchtürme sind pyramidenförmig und mit Kacheln gedeckt.
Zentral erhebt sich die ebenfalls kachelgedeckte, kugelförmige Vierungskuppel über einem durchfensterten Tambour, verbunden mit dem Kirchenschiff durch Pendentifs, auf denen die Evangelisten dargestellt sind. Das Kirchenschiff ist mit Kreuzgratgewölben bedeckt. Der Fries entlang des Kirchenschiffs ist mit reichlich vergoldeten Dekorationen versehen.

## Ausstattung
Religiöser Mittelpunkt der Kirche ist eine in der Region hochverehrte und als wundertätig angesehene Rosenkranzmadonna der Jungfrau von Talpa. Sie wird im Hochaltar in einer kronenförmigen Kuppel präsentiert und von kannelierten Säulenpaaren mit Kompositkapitellen flankiert. Zwischen den Säulen befinden sich Skulpturen und Medaillons; über den Säulen befinden sich mit Pflanzenreliefs verzierte, mit Fries versehene Gesimse. Zur Kirchenausstattung  gehören fünf weitere klassizistische Seitenaltaraufsätze, drei Seitenkapellen und ein Beichtstuhl.